# Luigi Sciutto
Luigi Sciutto (Genova, ... – ...; fl. XIX secolo) è stato un regista italiano.

## Biografia
È uno dei pionieri del cinema italiano assieme a Vittorio Calcina e a Giuseppe Filippi ma le informazioni su di lui sono scarse.
Era figlio o fratello di un titolare di un negozio di fotografie in Piazza delle Fontane Marose a Genova e si costruì una macchina da presa e il 20 aprile 1897 proiettò i suoi documentari alla Sala Sivori dopo quelli dei fratelli Lumière.
Girò il documentario Una partita di lawn tennis a Genova in Salita della Misericordia e la La visita ai sepolcri a Genova nel Cimitero di Staglieno oltre a brevi filmati nel centro città. 
In seguito ad un fortuito incendio del Bazar de la Charitè di Parigi dove venivano proiettati alcuni film la paura di incendi si diffuse anche in Italia quindi Sciutto sentendosi danneggiato scrisse sul quotidiano genovese Il Caffaro dell'11 maggio 1897 per tranquillizzare il pubblico sulle proiezioni:
Dopo il 1897 si perdono le tracce. Il cineasta è stato riscoperto nel 1985 dal giornalista Manlio Fantini.

## Filmografia

### Cortometraggi
- Mercato del pesce (Genova) (1896)
- Una partita di lawn tennis a Genova (1897)
- Piazza de Ferrari (Genova) (1897)
- Piazza Corvetto a Genova (1897)
- Le regate internazionale a vela nel Golfo di Genova (1897)
- La visita ai sepolcri a Genova (1897)